# ژوزه آلتافینی
ژوزه آلتافینی (به ایتالیایی: José Altafini) بازیکن فوتبال و مهاجم اهل ایتالیا است 

## تیم ملی
از سال ۱۹۶۱ میلادی عضو تیم ملی فوتبال ایتالیا بوده و در ۶ بازی ملی حضور داشته‌است. او در بازی‌های ملی‌اش ۵ گل به ثمر رساند. ژوزه آلتافینی آخرین بازی ملی خود را در سال ۱۹۶۲ میلادی انجام داد.همچنین او رکورددار گلزنی در یک فصل لیگ قهرمانان اروپا برای تیم میلان در فصل ۶۲/۶۳ میباشد که رکورد او بعدها توسط مسی و رونالدو شکسته شد